# Grb
Grb je simbolički znak kao obilježje jedne države, naroda, grada, plemićke obitelji ili pojedinca. 
Slaveni su riječ grb primili od njemačke riječi Erbe (nasljedstvo).
Znanost koja se bavi izučavanjem grbova naziva grboslovlje ili heraldika. Znanstvenici koji se bave ovim područjem nazivaju se heraldičari. 
Prvi takvi grbovi nastali su u vrijeme križarskih ratova zbog potrebe feudalaca da obilježe svoje postrojbe kako bi se razlikovale od drugih. Ta su obilježja stavljana na štitove pripadnika postrojbi i zato je temeljni element grba upravo štit. Unutar štita smješteni su heraldički likovi i simboli, odnosno znakovi koji podliježu heraldičkim (grboslovnim) pravilima.
Stroga pravila o oblikovanju grba, odnosno njegovih glavnih i sporednih dijelova, primjenjivala su se do XV. stoljeća, a kasnija je heraldika (pa tako i današnja) dopustila slobodnije oblikovanje grbova.
Uporabu grba križari su proširili po Europi tijekom XII. stoljeća. U početku uporaba grba nije ovisila o staleškoj pripadnosti, no ubrzo se posjedovanje grba ograničilo na plemstvo i kraljeve, a od XIII. stoljeća samo su vladari imali pravo dodjeljivati grbove. Usto su vladari grbove teritorija kojima su vladali uvrštavali u svoje grbove izražavajući time svoj suverenitet na tim područjima ili svoje pretenzije na određeni teritorij (tzv. pretenzijski grbovi). Uz kralja je tijekom XIII. stoljeća ojačalo i plemstvo koje se sve više nastojalo osamostaliti. U tu se svrhu plemstvo konstituira kao zaseban stalež, stvara svoja predstavnička tijela (poput sabora ili parlamenta) te sebe počinje smatrati ravnopravnim nositeljem državnog suvereniteta. Svoju je pripadnost staležu izražavalo pečatima i grbovima.
No, od početka XIII. stoljeća pravo na posjedovanje grba proširilo se i na samostalne ili autonomne političke teritorije, skupine, institucije, gradove, kaptole itd. koji su u sklopu staleškog društva bili pravno samostalni.
Hrvatska plemena su ih prihvatila s obzirom na to da su i sama sudjelovala u križarskim ratovima označujući se grbovima. Kasnije su kraljevi uzeli sebi pravo podjeljivanja grbova u plemićki list (grbovnica) što se kod nas zadržalo sve do 1918. godine.
Do početka 13. stoljeća grb se sastojao samo od štita. Tek od druge polovine 13. stoljeća nad grb se postavlja kaciga s nakitom iz koje viri kratki plašt. Time je grb dobio svoje osnovne elemente: štit, kacigu, nakit i plašt.
Štit ima svoju »geografsku podjelu« koja se dijeli na:
- A; glava štita
- B: lijeva strana štita
- C: desna strana štita
- D: dno štita
- E: gornji lijevi kut štita
- F: gore-sredina štita
- G: gornja desna strana
- H: točka u sredini između sredine A i sredine štita
- I: sredina štita
- J: točka u sredini između H i D ili u sredini između M i I
- K: donji lijevi kut štita
- L: donji desni kut štita
- M: sredina D (rijetko korišteno)

Ako je u glavnom štitu manji štit, on je položen u sredini i naziva se »štitić« ili »srce štita«.
U grbovima je u osnovi bila dopuštena upotreba samo četiriju boja (crvene, plave, crne, zelene) i dviju kovina (zlato i srebro).

## Poveznice
- Heraldika
- Hrvatski grb
- Veksilologija